# Antoon Krelage
Jan Antoon Krelage (Amsterdam, 13 november 1908 – aldaar, 4 juli 1981) was een Nederlands pianist en (koor-)dirigent.

## Biografie
Hij kreeg zijn piano-opleiding van Ulfert Schults aan het Conservatorium van Amsterdam. Zijn grootste bijdrage aan de muziekwereld was echter het dirigeren. Hij was eerst dirigent van "De Stem des Volks" in Haarlem (1928-1929) en van 1929 tot 1979 dirigent van "De Stem des Volks" Amsterdam. Hij werkte voorts voor de VARA (vanaf 1946), de Nederlandse Radio Unie, was repetitor bij het Groot Omroepkoor, dirigent van het Omroep Kamerkoor, Radio Kamerorkest, Oratoriumvereniging Hosanna (dat hij ombouwde vanuit een koor), Koor van de liberaal Joodse Gemeente Amsterdam en het Omroep Dubbelkwartet. Hij was gespecialiseerd in a capellauitvoeringen. Van hem zijn met diverse koren enkele plaatopenamen uit de jaren zestig beschikbaar. Krelage stond zes keer voor het Concertgebouworkest, dat "De Stem des Volks" dan begeleidde.
Hij was getrouwd met Anna Maria Sluijter. Hij overleed in het Antoni van Leeuwenhoek Ziekenhuis in Amsterdam op 72-jarige leeftijd. Hij was ridder in de Orde van Oranje Nassau.

## Familie
Hij was zoon van Jan Antoon Krelage (Amsterdam, 6 augustus 1885 – aldaar, 30 maart 1957) en Johanna Philippina Charlotte Dal, wonende in de Gerard Schaepstraat. Vader was werkzaam als kantoorbediende en vertegenwoordiger van een firma in manufacturen en meubelfabrikant en was bas in koren en zat ook in het bestuur van muziekverenigingen. Zo was hij voorzitter van De Stem des Volks, voorzitter van de Bond van Arbeiderszangverenigingen en de Federatie van Nederlandse Zangersbonden. Ook hij was ridder in de Orde van Oranje-Nassau.
- Nationale Bibliotheek van Israël: 987007313817605171
- Virtual International Authority File: 256758960